# Cramlington
Cramlington est une ville et une paroisse civile du comté de Northumberland, située à treize miles au nord de Newcastle upon Tyne dans la nord-est de l'Angleterre. Elle comptait 39 000 habitants en 2004. Son nom est tiré d'un mot danois, « ton », qui signifie « ville ».
En ville, se trouvent un petit centre commercial ainsi qu'une gare à proximité. L'église principale de Cramlington s'appelle « Church of St. Nicholas » et se situe près du centre commercial. La ville est près des magasins et autres choses intéressantes dans Newcastle.
Les trains circulent du sud, depuis Newcastle ou 'MetroCentre' (grand centre commercial situe à Gateshead), au nord, vers Morpeth et Chathill. Leur fréquence est faible et, du fait de l'absence de guichet à la gare, les billets sont à acheter dans le train.

## Personnalités liées à la commune
- Le chanteur Sting y a été instituteur pendant deux ans, à la St. Paul's Middle School.
- Le footballeur Alan Shearer a joué, jeune, pour le Cramlington Juniors F.C. pendant un an.

## Jumelages
Cramlington est jumelée avec :
- Guelendjik (Russie) depuis 1991
- Ratingen (Allemagne) depuis 1974
- Solingen (Allemagne) depuis 1974